# Силькаярви
Силькаярви, Силькъярви, Вильксъярви — озеро на территории Ругозерского сельского поселения Муезерского района Республики Карелии.

## Общие сведения
Площадь озера — 5,8 км², площадь водосборного бассейна — 97,2 км². Располагается на высоте 123,8 метров над уровнем моря.
Форма озера лопастная, продолговатая: оно вытянуто с северо-запада на юго-восток. Берега преимущественно заболоченные.
Из северо-западной оконечности озера вытекает безымянный водоток, впадающий в реку Онду, втекающую в Нижний Выг.
В озере расположено не менее восьми безымянных островов различной площади.
Код объекта в государственном водном реестре — 02020001311102000008159.